# Le Livre d'Espérance

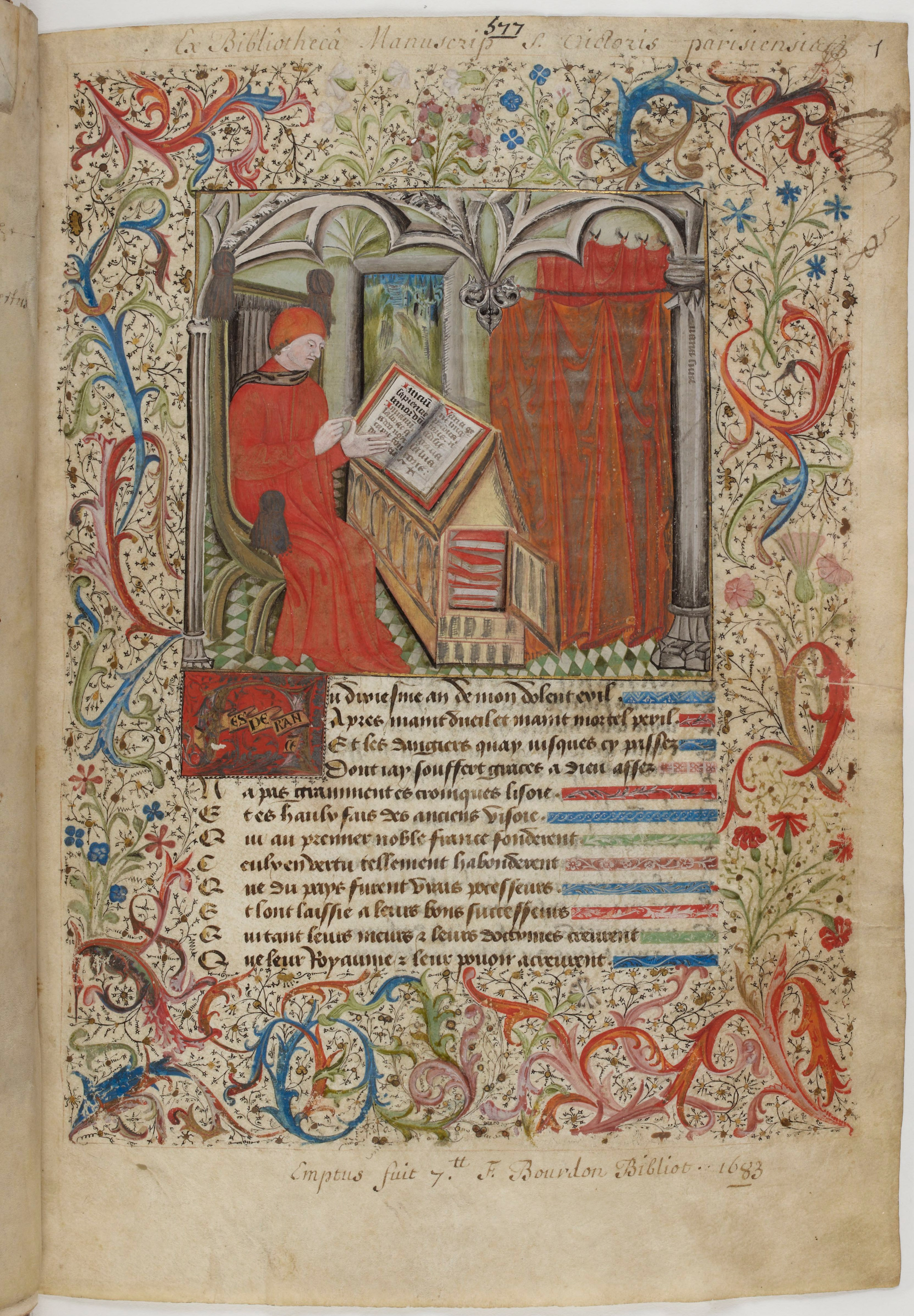
Première page enluminée des Œuvres diverses d'Alain Chartier, censée représenter l'auteur à son bureau, XVe siècle.

Le Livre de l'Espérance (ou Consolation des trois vertus, ou Livre de l'Exil) est une œuvre d'Alain Chartier en moyen français, composée vers 1429 et laissée inachevée. C'est un traité moral et politique en forme de long dialogue allégorique mêlant la prose et les vers (un « prosimètre »), sur le modèle de la Consolation de la Philosophie de Boèce, mais où la philosophie est écartée au profit des vertus constitutives de la religion chrétienne.

## Résumé
L'ouvrage commence par une complainte en vers décasyllabiques (« Au diziesme an de mon dolent exil,/ Après maint deuil et maint mortel peril [...] »). « Acteur » se trouve au lit dans un état de prostration (comme « homme esvanouy et pasmé »). Lui apparaît une vieille femme hirsute qui est Dame Melencolie ; à cette vue le jeune et avisé bachelier Entendement recule épouvanté, mais la vieille lui a donné un breuvage soporifique. S'éveille alors Fantaisie. Au pied du lit se présentent trois monstres : Défiance, Indignation, Désespérance. Indignation est tellement agitée et pressée de s'exprimer que les deux autres doivent la laisser parler la première ; elle se livre à une violente diatribe contre le monde de la cour, écho du Curial, ouvrage précédent de Chartier ; submergée par l'émotion, elle finit par céder la parole à Défiance, qui fait alors « à voix tremblante et bassette » un tableau lugubre des calamités éprouvées par la France de l'époque. Désespérance, prenant ensuite le relais, conseille le suicide, en citant les exemples les plus mémorables de l'Antiquité païenne. Mais un autre personnage, Dame Nature, surgit alors, ne souffrant pas qu'on veuille détruire son ouvrage. Sa protestation réveille Entendement, « qui coste moy sommeilloit ». Malgré l'effroi que lui inspirent les trois mégères, il intervient, puis il va ouvrir « a grant effort, vers la partie de la memoire, un petit guichet dont les vesroulx estoient compressez du rooil de oubliance ». En sortent trois dames (les trois vertus théologales, Foi, Espérance et Charité), et une « tres-debonnaire et bien-encontenancée damoiselle » dont on ne saura pas qui elle est.
Le dialogue se fait ensuite entre les dames et le bachelier Entendement, qui leur oppose de temps en temps des objections, leur permettant de les réfuter en longs développements oratoires. Dame Foy, qui parle la première, gourmande Entendement sur l'oubli qu'il manifeste de son origine et de ses hautes destinées, balaie ses doutes à l'égard des vérités de la religion, répond notamment sur la question de l'existence du mal physique et du mal moral. Un grand mal de la dernière sorte est le scandale des vices et des divisions du clergé ; Dame Foy répond par une longue apostrophe à l'Église, comme plus loin, à propos des calamités du temps, par un réquisitoire contre la noblesse. Mais si les maux présents sont un effet de la colère divine contre la corruption générale, quel sera leur terme? Foy cède alors la parole à sa sœur Espérance, dont Entendement salue éloquemment l'entrée en scène (« Bieneureuse et conjoye soit ta desirée venue, dame secourable, source de confort et refuge des adeulez [...] »), et on n'est alors qu'à la moitié du texte, tout le reste étant consacré aux discours d'Espérance.
Ces discours commencent d'abord à s'en prendre aux « fausses et mensongères figures » de l'espérance : le paganisme et les deux plus spécieuses, le judaïsme et l'islam. Le contraste est particulièrement souligné entre cette dernière doctrine et celle de l'Évangile. Suivent, à propos de l'avenir, des développements sur l'action de la Providence divine dans l'histoire, puis sur le sens de la prière, sur le mystère de la prédestination et du libre-arbitre, et sur l'opposition entre la religion formaliste et la vraie piété. Espérance revient aussi sur les scandales et les désordres du clergé, et met particulièrement en cause le célibat des prêtres (« Ilz ont laissé les espousailles, mais ilz ont eprins les illegitimes, vagues et dissolues luxures ») ; dans son indignation, elle finit par dire qu'il ne s'agit de rien de moins que de mettre le feu à l'Église.
Le texte s'interrompt alors que de nouveaux développements d'Espérance ont été annoncés, que Charité n'a pas encore pris la parole, et qu'on ignore qui est la « debonnaire damoiselle » qui accompagnait les trois vertus théologales.

## Forme
Les passages en vers, en dehors de la complainte initiale en vers décasyllabiques, revêtent des formes métriques variés : le plus souvent des vers de sept syllabes, parfois de trois, une fois de cinq ; généralement des suites de strophes avec dans chacune une seule rime, parfois des configurations avec deux ou trois rimes par poème. Quant aux sujets, le poème qui suit la tirade d'Indignation reconnaît que la souffrance humaine est au-delà de toute mesure, celui qui suit le discours de Défiance est une invocation à Dieu, un autre est un rejet de la proposition de suicide de Désespoir, un autre est un hymne chrétien entonné par Entendement quand il reconnaît Foy, etc. ; un poème au milieu des discours d' Espérance est une célébration de la valeur édifiante de la littérature, qui conserve dans la mémoire des hommes les « haulx faitz meritoires » (après une liste de livres recommandés par Espérance, notamment la Bible, les Grandes Chroniques de France, le De casibus virorum illustrium de Boccace).

## Édition
- Le texte est transmis par 36 manuscrits, et l'édition précédant la dernière était celle des Œuvres de maistre Alain Chartier d'André Duchesne (1617).
- Alain Chartier, Le Livre de l'Espérance, texte établi par François Rouy, Brest, P.A.M., 1967, et Paris, H. Champion, 1989.